# Circuito stampato

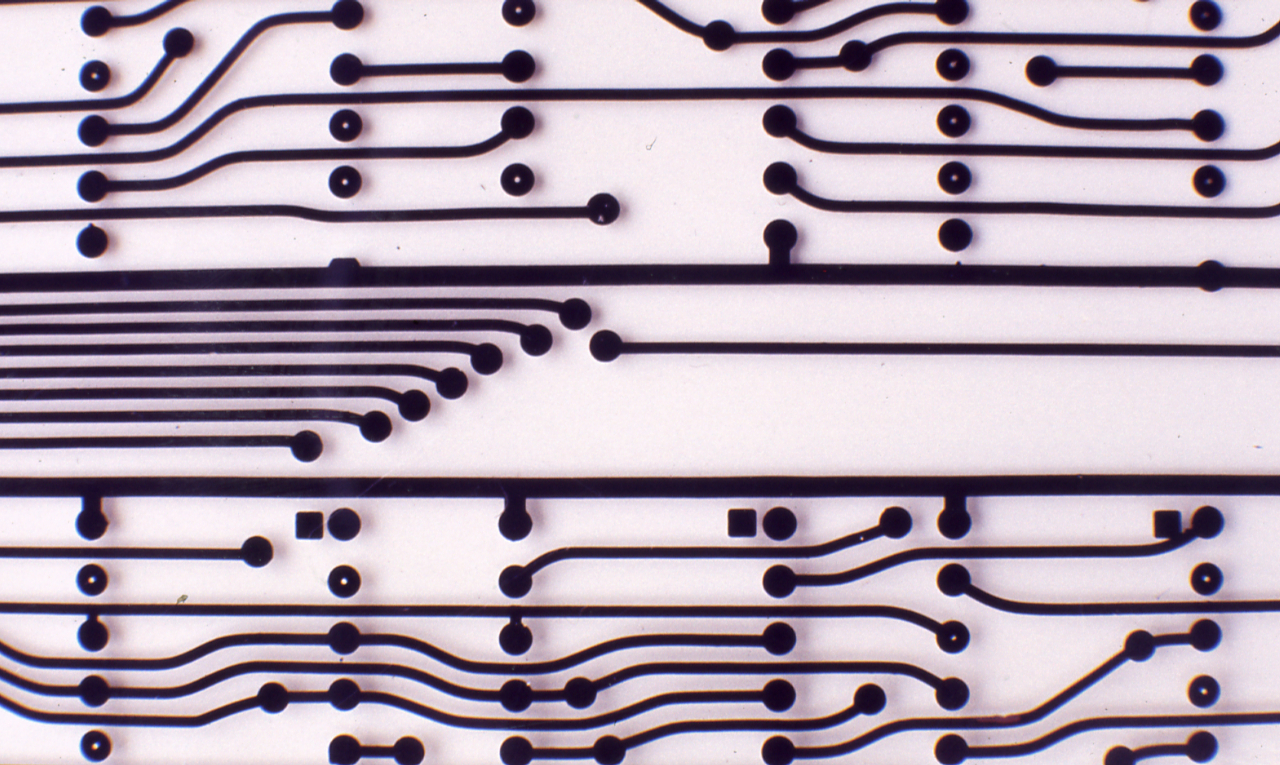
Piste di un circuito stampato. Foto di Paolo Monti, 1980.

In elettronica, un circuito stampato (in inglese printed circuit board, in sigla PCB) è un supporto usato per interconnettere tra di loro i vari componenti elettronici di un circuito tramite piste conduttive incise su di un materiale non conduttivo.
Di solito il materiale usato come supporto è la vetronite ramata, ovvero, una piastra di fibra di vetro ricoperta da un sottile strato metallico. Tale strato viene successivamente intagliato con la tecnica di fotoincisione (tramite l'azione di luce e acidi) o con quella di fresatura meccanica (tramite fresa CNC).
L'intaglio serve a creare le sopracitate piste che interconnetteranno tra loro i vari componenti del circuito progettato. In breve, il circuito stampato può essere definito come la scheda su cui verranno saldati tutti i componenti del circuito elettronico che si sta realizzando.

## Sigle identificative

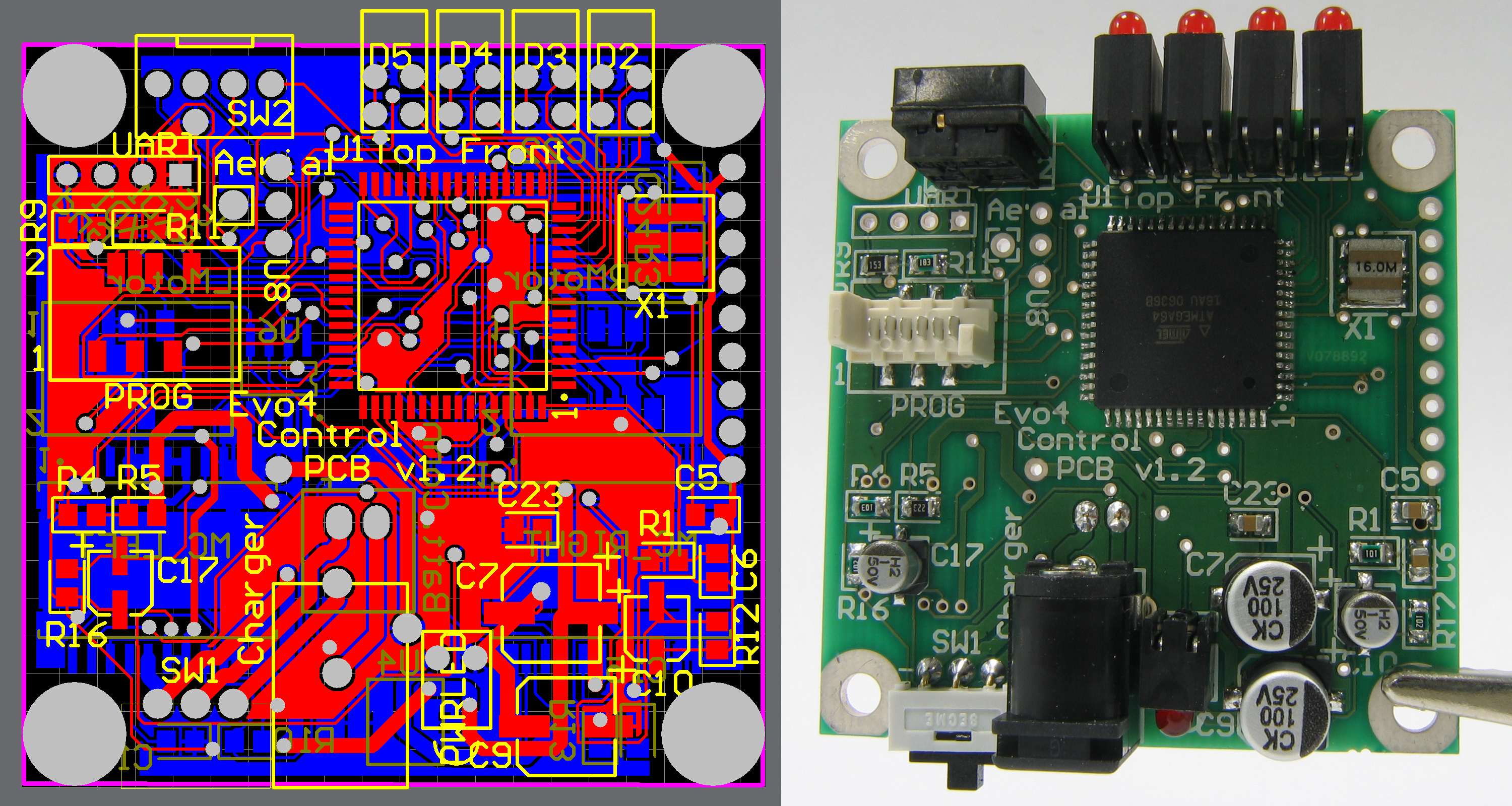
Progetto di un circuito stampato a sinistra e realizzazione a destra. La scheda è a doppia faccia, con placcatura a foro passante, vernice isolante verde e una legenda bianca. Sono stati usati sia componenti a montaggio superficiale che a foro passante.

Nel campo industriale italiano molti si riferiscono al circuito stampato con la sigla "CS".
La sigla "PCB", più internazionale, sta per "Printed Circuit Board"; meno spesso si usa anche la sigla sinonima "PWB", che sta per "Printed Wiring Board". A volte (ma erroneamente) viene chiamato "PCB" anche un circuito elettronico completo, cioè costituito da un circuito stampato completo dei componenti elettronici già saldati. In questo caso la sigla corretta è invece "PCBA" ("Printed Circuit Board Assembly"). Con l'avvento dei LED di potenza, si è reso necessario un nuovo tipo di circuito stampato in grado di dissipare il notevole calore prodotto dai nuovi LED, definito "MCPCB", sigla di Metal Core Printed Circuit Board, e caratterizzato da un nucleo principale di alluminio o rame, metalli con buona conducibilità termica.

## Descrizione

### Funzioni
Questi circuiti stampati vengono adibiti alle seguenti funzioni:
1. collegamento elettrico tra i vari componenti elettronici, in modo da costituire un vero e proprio circuito elettrico propriamente detto;
2. supporto meccanico per i componenti e gli accessori (dissipatori, connettori, ecc.), in modo da costituire un sistema nel quale ogni componente trova una precisa posizione geometrica. Inoltre la lavorabilità meccanica del supporto consente la sagomatura dei bordi (mediante fresatura o tranciatura) in modo da consentire l'alloggiamento meccanico del circuito stampato in contenitori anche di forma complessa.
3. creazione diretta di componenti elettronici passivi; in casi particolari si possono anche creare direttamente sul circuito stampato piccoli condensatori e induttori sfruttando opportunamente la capacità parassita fra gli strati e una voluta geometria delle piste.

### Tipi di circuito stampato
A seconda del tipo di substrato e di processo produttivo, il circuito stampato può essere definito meccanicamente "rigido", "flessibile" oppure "rigido-flessibile", se costituito da parti rigide collegate tra loro da sezioni flessibili. A seconda del numero degli strati conduttivi presenti nel circuito stampato il processo produttivo diventa progressivamente più complesso e costoso.
In base alla complessità tecnologica, proporzionale al numero di strati, si parla di:
- "monofaccia" o "monorame" (un solo strato conduttivo)
- "doppia faccia" o "due strati" (due strati conduttivi)
- "multistrato" (nella maggior parte delle applicazioni di numero compreso tra 4 e 8 strati, ma è possibile anche realizzare 20 o più strati)

Nei circuiti multistrato il numero di strati conduttivi in teoria è a scelta, ma normalmente essi sono presenti in numero pari, e difficilmente vengono realizzati in numero dispari. Gli strati sono anche denominati con il termine inglese "layers".

### Composizione
Un circuito stampato rigido si compone di un substrato solido, piano e di spessore costante costituito da materiali aventi caratteristiche più o meno spinte di autoestinguenza, e da un laminato VENTILATORE di rame fatto aderire ad una od entrambe le facce (nel caso di PCB a singola e doppia faccia) od anche inserito tra diversi spessori di substrato (nel caso di PCB multistrato).

#### Substrato
I materiali del substrato sono detti "materiali di base", esistono in una vasta gamma di varietà e si distinguono essenzialmente per diverse proprietà quali rigidità dielettrica, fattore di merito (o, all'inverso, fattore di perdita) e resistenza alle elevate temperature. La più comunemente usata come materiale di supporto è la vetronite mentre, molto più raramente rispetto agli inizi e per prodotti particolarmente economici, è oggi anche usata la bachelite.
Materiali più o meno comunemente usati sono:
- FR-1, carta impregnata di resina fenolica, spesso denominata semplicemente "bachelite". Come l'FR2, adatto ad intervalli di temperatura entro i 105 °C, a volte 130 °C. Bassa resistenza all'umidità ed agli archi elettrici.
- FR-2, carta impregnata di resina fenolica come la FR-1, con cui condivide in gran parte le proprietà.
- FR-3, carta impregnata di resina epossidica, per temperature fino a 105 °C.
- FR-4, fibra di vetro (in tessuto) e resina epossidica, ridotto assorbimento di umidità.
- FR-5, fibra di vetro e resina epossidica, alta resistenza meccanica e a temperature elevate, tipicamente utilizzabile fino a 170 °C.
- FR-6, lana di vetro (sfusa) e resina poliestere.
- G-10, fibra di vetro e resina epossidica. Elevata resistenza elettrica, basso assorbimento di umidità, Ottima resistenza meccanica. Utilizzabile fino a 130 °C.
- G-11, fibra di vetro e resina epossidica. Elevata immunità ai solventi, mantiene un'elevata resistenza a flessione alle temperature più alte[2]. Utilizzabile fino a 170 °C.
- CEM-1, carta, fibra di vetro e resina epossidica
- CEM-2, carta e resina epossidica
- CEM-3, lana di vetro e resina epossidica
- CEM-4, fibra di vetro e resina epossidica
- CEM-5, fibra di vetro e resina poliestere.
- Teflon (PTFE). Costoso, con basse perdite dielettriche, per applicazioni in alta frequenza (microonde), ha un bassissimo assorbimento di umidità (0.01%) ma è meccanicamente tenero. Difficile da laminare, è raramente usato in CS multistrato.
- PTFE con additivi ceramici. Costoso, con basse perdite dielettriche, per applicazioni in alta frequenza. Differenti rapporti ceramiche/PTFE permettono di adattare all'applicazione costante dielettrica ed espansione termica.
- RF-35, PTFE con additivi ceramici e vetronite. Meno costoso del solo Teflon con ceramiche, ha buone caratteristiche meccaniche ed in alta frequenza.[3][4]
- Allumina, un tipo di ceramica. Dura, fragile, molto costosa. Ottima conducibilità termica.
- Poliimmide, tipicamente Kapton, un polimero resistente alla temperatura. Costoso ma ad elevate prestazioni, ha però un elevato assorbimento di umidità (0.4%). Può essere usato da temperature criogeniche fino a più di 260 °C.

#### Strato conduttivo
Su una o entrambe le facce esterne del substrato viene applicato, con un forte collante termoadesivo composto da tessuto di vetro impregnato di resina, uno strato di rame laminato avente spessore costante e predeterminato. Tale spessore viene indicato come tale (in micron) oppure come "peso in rame per area (di substrato)" (in g/m2 o, nel caso di misure imperiali, in once per piede2), più pratico da trattare in fase di fabbricazione della piastra. Il più comune spessore adoperato, 35 μm, corrisponde a circa 300 g di rame, per m2 di substrato (1 oncia/piede2). Uno strato superiore a 900 g/m2, cioè circa 105 μm, viene definito Heavy copper ed è usato per forti correnti o per dissipare il calore di alcuni componenti montati su di esso (sebbene più modeste quantità di calore possano essere dissipate anche da spessori inferiori).
Sul più comune substrato FR4 sono anche spesso disponibili spessori da 150 e 600 g/m2 (rispettivamente 17.5 e 70 µm); meno frequentemente si trovano spessori da 100 e 900 g/m2 (12 e 105 µm). Particolari tipi di CS possono usare spessori diversi: ad esempio, i circuiti flessibili usano spessori tipicamente inferiori a quelli citati mentre piastre con substrato metallico per componenti di potenza possono arrivare ad oltre 400 µm.
Oltre al rame, possono essere adoperati materiali conduttori differenti quali Argento-Palladio (AgPd), Oro-Palladio (AuPd) ed altri; il loro costo è comunque sensibilmente superiore al semplice rame e sono quindi riservati per tipi speciali di PCBA.
La piastra così ottenuta viene forata per consentire il futuro passaggio dei terminali passanti dei componenti elettronici e soprattutto per realizzare il collegamento elettrico tra i piani superiori e inferiori. Per ricavare dalla superficie in rame la rete di collegamenti (piste e pad) necessari, si esegue l'asportazione chimica selettiva del rame in eccesso. Questo avviene mediante deposizione di fotoresist, esposizione fotografica, sviluppo e attacco acido (etching).
Il collegamento elettrico tra lo strato di rame superiore e quello inferiore avviene attraverso la metallizzazione di tutti i fori precedentemente realizzati: vengono metallizzati sia i fori dove successivamente verranno inseriti i vari componenti, sia i cosiddetti "fori di via", realizzati al solo scopo di collegare lo strato superiore a quello inferiore; questo è reso possibile da un delicato processo di deposizione galvanica di rame detto "processo di metallizzazione". Uno dei processi più diffusi prevede la successiva deposizione di un metallo; questo ulteriore strato di metallo funziona da "metal resist", cioè protegge il rame depositato.
Le parti delle due facce esterne di rame non destinate alla successiva saldatura dei terminali dei componenti, i quali verranno poi montati sul circuito stampato, vengono protette dall'ossidazione e dai contatti elettrici indesiderati con una vernice isolante.
Infine si procede alla eventuale stampa di scritte, diciture, disegni e altre indicazioni sul circuito stampato.
Al fine di garantire che il circuito stampato non presenti anomalie elettriche, al termine di tutte le lavorazioni il circuito stampato viene testato elettricamente per verificare la funzionalità elettrica.
Negli ultimi anni si è diffusa una tecnologia sull'intero spessore del circuito stampato, ovvero dei fori ciechi, i quali connettono una delle facce esterne a uno degli strati interni, quindi vengono praticati a profondità controllata sull'asse Z del circuito. Questa tecnica permette di ottenere una più alta densità di connessioni per unità di superficie e diventa quasi inevitabile quando il progettista voglia montare sul circuito stampato componenti elettronici di ultimissima generazione e in spazi ristretti. I fori ciechi di piccola dimensione vengono realizzati mediante un laser di precisione. Medesime considerazioni valgono anche per i fori interrati (all'interno degli strati che compongono la piastra).

### Tecnologie di montaggio dei componenti sul circuito stampato

#### Fori passanti

Schema del posizionamento di un componente sul circuito stampato

La tecnologia tradizionale è chiamata tecnologia a fori passanti (o tecnologia through-hole o pin-through-hole, in sigla THT o PTH) in quanto prevede l'impiego di componenti dotati di lunghi terminali metallici da infilare in fori presenti nel circuito stampato. Trattenuti in sede da una colla successivamente rimovibile, i componenti vengono poi saldati alle piazzole (e al foro le cui pareti sono normalmente metallizzate per rafforzare la tenuta meccanica del componente) mediante una breve massiva esposizione a una lega saldante fusa (metodo di saldatura "a onda"). In pratica il circuito stampato con i componenti già posizionati viene fatto lentamente scorrere sulla cresta di un'onda fissa di lega saldante fusa creata artificialmente in un crogiolo. Nel caso di circuiti con fori metallizzati la lega saldante aderisce ("bagna") alle piazzole di rame e ai terminali metallici dei componenti, e risale lungo il foro metallizzato bagnandone le pareti e il terminale, fino ad arrivare a bagnare correttamente anche la piazzola di rame superiore. Solitamente la tecnologia con fori metallizzati viene impiegata solo per un numero di strati uguale o superiore a due. Nel caso di circuiti a singolo strato (monofaccia), è normale non impiegare la metallizzazione dei fori se non espressamente necessario.

#### Montaggio superficiale

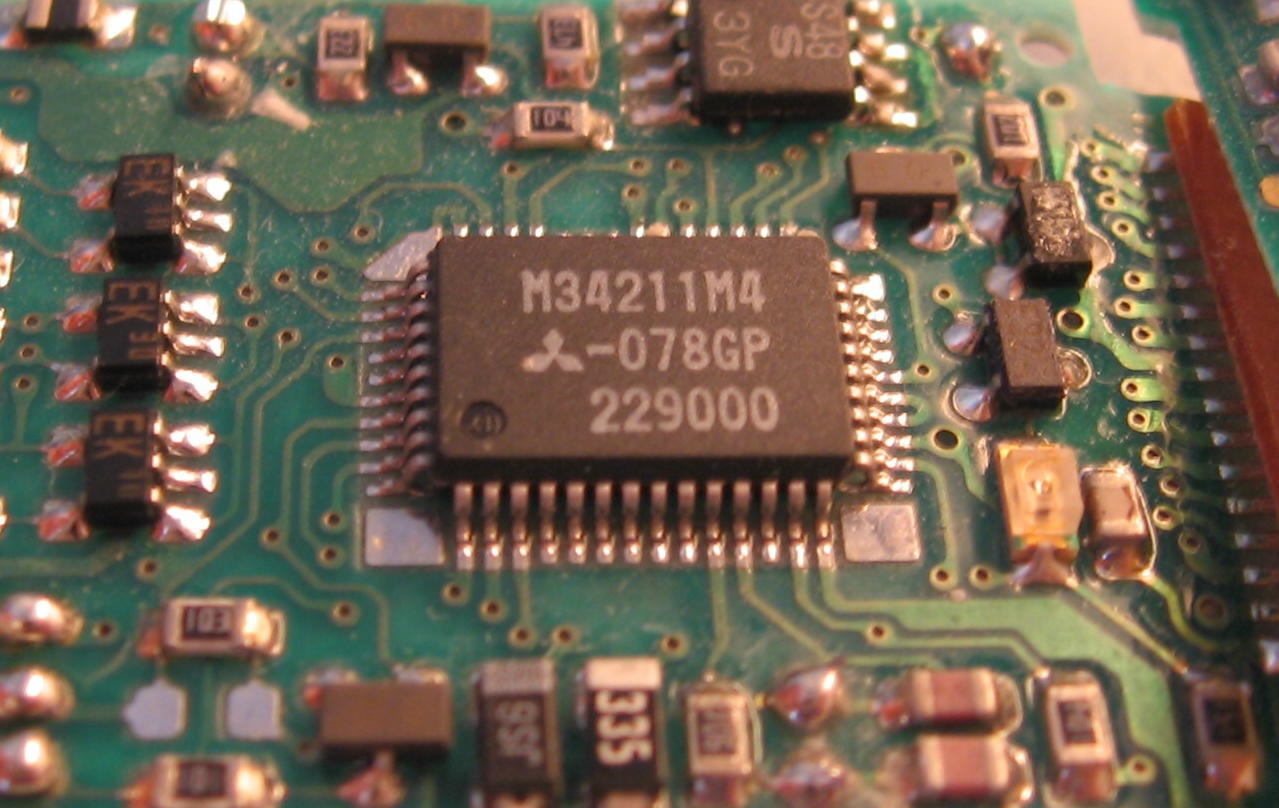
Scheda elettronica a montaggio superficiale

A partire dagli anni 1960 e 1970 è stata sviluppata e poi introdotta una tecnica chiamata tecnologia a montaggio superficiale, in sigla SMT, dall'inglese surface mount technology, che prevede il montaggio di componenti appositamente progettati direttamente a contatto della superficie del circuito stampato.
I componenti a montaggio superficiale (SMD, surface mount device) sono progettati per avere il minimo ingombro e peso possibile, e i contatti sono costituiti dalla metallizzazione delle estremità dell'oggetto, oppure da corte terminazioni metalliche sporgenti. Un componente SMD può avere un ingombro pari a un decimo di un componente tradizionale e costare, compreso il montaggio, fino a un quarto.
Questa tecnologia ha consentito a torto o ragione una vera e propria rivoluzione industriale nel mondo dei circuiti elettronici e ha preso gradualmente il sopravvento dalla fine degli anni 1980 in poi, rispetto alla tecnologia tradizionale PTH; essa offre i seguenti vantaggi e svantaggi:
- dà la possibilità di adoperare potenti e veloci macchine automatiche per collocare i componenti sul circuito stampato (posizionatrici Pick&Place, che possono arrivare a posare fino a decine di migliaia di componenti/ora), riducendo l'uso della manodopera a favore di una maggiore produttività;
- consente di saldare i componenti elettronici alle pads tramite un processo termico (detto "a rifusione" o "reflow") molto più controllabile e meno stressante di quello usato per i componenti tradizionali (saldatura "a onda"). Per poter effettuare questo tipo di saldatura è necessario collocare una quantità molto precisa di pasta saldante tramite processo serigrafico sulle piazzole di rame (dette "pad"), prive di fori, e sulla superficie delle quali si appoggeranno e ancoreranno i terminali di componenti, di contro la pasta saldante priva di piombo e per via delle caratteristiche intrinseche della pasta, non ha caratteristiche di robustezza e flessibilità paragonabili alla lega tradizionale stagno/piombo Sn/Pb (non ROHS) e successivamente (anche se con qualità inferiori) Sn/Ag oppure Sn/Cu (ROHS), usata nella realizzazione di circuiti stampati saldati a onda.
- la mancanza di foratura di fissaggio dei terminali dei componenti e della necessità di avere una corona di ancoraggio per le saldature attorno a detti fori consente di usare componenti molto più miniaturizzati e con terminali molto piccoli, riducendo drasticamente le dimensioni degli apparecchi elettronici e il costo dei materiali necessari per produrre circuito e componenti, di contro una minore dimensione fisica comporta una minore affidabilità e una minore dissipazione termica rispetto ai componenti classici a foro passante (THT) di dimensioni maggiori, inoltre la ridotta dimensione comporta per l'appassionato o il semplice hobbista che non possiede attrezzature adeguate, una maggior difficoltà se non impossibilità nel riparare o progettare un circuito con questa tecnologia.

Un altro aspetto da prendere in considerazione della tecnologia SMT riguarda la miniaturizzazione spinta dei componenti elettronici, e di conseguenza della dimensione dei pad di saldatura, i quali non offrono una superficie di ancoraggio sufficiente a resistere agli stress termici, il che comporta una maggiore percentuale di guasti, dovuta alla rottura delle saldature per cause soprattutto termiche; un esempio molto comune è il distacco dei contatti dei processori grafici nelle schede madri dei PC, e della necessità di eseguire il cosiddetto "reballing" ovvero la risaldatura completa del componente con particolari e costose attrezzature.
- riduce il numero di fori da praticare sul circuito stampato in quanto non sono più necessari i fori per alloggiare le terminazioni dei componenti. Restano necessari invece i fondamentali "fori di via" sopradefiniti e spesso, anche dei componenti di connessione, che purtroppo essendo sottoposti a trazioni durante il loro azionamento, non reggerebbero lo sforzo senza essere fissati attraverso saldature passanti il circuito stampato.

Le tecnologie più recenti hanno consentito di realizzare anche connettori e componenti di potenza in SMT, e quindi il montaggio di circuiti totalmente SMT per applicazioni in cui è necessario ridurre notevolmente gli ingombri (tipicamente telefonia cellulare e apparati consumer portatili) con tutti i vantaggi e gli svantaggi che tale tecnologia comporta.
Prima del posizionamento del componente occorre depositare uno strato sottile di pasta saldante in modo selettivo sulle piazzole destinate alla saldatura; ciò si ottiene normalmente per serigrafia, ossia spatolando (normalmente con macchine automatiche) la pasta saldante attraverso le aperture di uno stencil metallico giustapposto aderente al circuito stampato. La pasta saldante è costituita da una miscela di microsfere metalliche aventi una precisa distribuzione statistica di diametri (cosiddetto "tipo" della pasta), miscelate in proporzioni tali da costituire - una volta fuse assieme - una ben precisa lega. L'insieme delle microsfere viene tenuto aggregato in forma pastosa grazie alla tensione superficiale di un liquido chiamato flussante, la cui funzione è anche quella di disossidare le superficie metalliche mediante la propria vaporizzazione durante il processo di saldatura.
I componenti SMD vengono commercializzati in confezioni adatte al prelievo automatizzato; in particolare si usano bobine a nastro continuo (reel) di diverso diametro per i componenti più piccoli, stecche in plastica conduttiva per i circuiti integrati di dimensioni medie e vaschette a celle per quelli di grandi dimensioni come le memorie e i microprocessori. Negli ultimi anni anche questi ultimi due tipi di confezionamento stanno cedendo progressivamente il passo alle reel, anche per componenti di dimensioni importanti.
Una macchina automatica (posizionatrice Pick&Place) preleva i componenti dalle confezioni mediante testine ad aria aspirante, e li depone con precisione nella loro collocazione finale sul circuito stampato in base a un programma di lavoro estrapolato dal sistema CAD/CAE con cui è stato disegnato il master del circuito stampato.
I componenti sono in genere trattenuti nella loro posizione fino alla fase di saldatura dalla viscosità della pasta saldante sottostante ai terminali del componente; in alcuni casi particolari come nel caso di montaggio di componenti su entrambi i lati del circuito (sia sopra sia sotto) si può anche utilizzare un punto di colla pre-depositata sul circuito stampato (normalmente mediante processo serigrafico o manualmente con siringhe), di solito questo metodo viene impiegato per i componenti più pesanti.
Il circuito così completo di componenti viene collocato su un nastro trasportatore che lo immette in un forno elettrico suddiviso in zone di preriscaldo (pre-heating), refusione (reflow) e raffreddamento (cooling), dove la temperatura e la ventilazione possono essere regolate con grande precisione e secondo ben determinati profili, alcuni forni arrivano anche a 24 zone, suddivise in 12 TOP (lato superiore) e 12 BOT (lato inferiore): per mezzo del nastro trasportatore il circuito avanza lentamente nel forno attraversando aree con temperature via via crescenti. Superato il punto di fusione della lega saldante, la pasta saldante rifonde e aderisce alle superfici metalliche scoperte, realizzando così il giunto saldante vero e proprio tra il circuito stampato e i componenti elettronici. In seguito il circuito attraversa zone a temperature calanti per consentire un graduale raffreddamento dei materiali.
I vantaggi della tecnologia SMT quali efficienza, velocità, riduzione dei costi e degli ingombri, vengono ampiamente controbilanciati dalla tecnologia classica a componenti discreti THT, per via della semplicità e dei relativamente poco complessi macchinari occorrenti alla produzione, al contrario della tecnologia SMT che richiede un sistema di attrezzature molto più complesso e costoso.

#### Zoccolo
I componenti non sono installati direttamente sulla scheda elettronica, ma sono connessi tramite uno zoccolo, il quale è installato sul circuito stampato, generalmente tramite i reofori e fori passanti.

Le configurazioni principali sono del tipo a Slot (in fila) e Socket (matrice)

#### Wire wrap
Tipo di connessione per l'uso semiprototipale, dove la scheda madre è munita di vari pin o pioli metallici, che vengono messi in connessione tramite fili che vengono avvolti sui pioli tramite uno specifico utensile per wrapping e non richiedono la saldatura.

### Chip on board
In questo prodecimento, i die dei circuiti integrati sono piazzati direttamente sulla scheda. Il die viene poi collegato alle piste della scheda con dei piccoli fili e poi il tutto viene ricoperto da una resina epossidica.

## Aziende produttrici in Italia
Molto sviluppata fino agli anni 2000, la produzione di circuiti stampati in Italia è al 2013 drasticamente diminuita. Gran parte delle produzioni avvengono oggi nell'Estremo Oriente. Restano in Italia alcune produzioni ad alta specializzazione e alto valore aggiunto, ma con ridotti volumi. Le aziende di eccellenza coinvolte nel processo sono circa trenta.
Tra le grandi aziende storiche italiane, oggi non più attive, si annoverano:
- Zincocelere (Cavaglià);
- Italtel (Settimo Milanese e L'Aquila);
- Alcatel (Frosinone);
- Ericsson Fatme (Pagani).
- Circuiti stampati Torino https://www.mg-master.it/circuiti-stampati-torino.html
- Lares Cozzi S.p.a. (Paderno Dugnano)[6]